# アトランティック・ターミナル駅
アトランティック・ターミナル駅（英語: Atlantic Terminal）はロングアイランド鉄道アトランティック支線の西端駅である。シティターミナルゾーンに属し、ブルックリン区のダウンタウンに位置している。以前はフラットブッシュ・アベニュー駅（英語: Flatbush Avenue）という駅名だった。

## 駅構造
当駅は島式ホーム3面6線の構造で、有効長は以下の通り。
- 2番線：10両編成
- 1・3・4番線：8両編成
- 5番線：6両編成
- 6番線：4両編成

| G                                   | 地上階                                                | 出入口 改札、駅員詰所、メトロカード自動券売機、LIRR乗車券売り場 |
| G                                   | 地上階                                                | バークレイズ・センター |
| G                                   | 地上階                                                | アトランティック・ターミナル・ショッピングセンターへの連絡通路 |
| B1 イースタン・パークウェイ線ホーム | 相対式ホーム、右側ドアが開く                          | 相対式ホーム、右側ドアが開く |
| B1 イースタン・パークウェイ線ホーム | 北行緩行線                                            | ← ウェイクフィールド-241丁目駅行き（ネヴィンズ・ストリート駅） ← ハーレム-148丁目駅行き（ネヴィンズ・ストリート駅） ← 深夜帯：ウッドローン駅行き（ネヴィンズ・ストリート駅） |
| B1 イースタン・パークウェイ線ホーム | 北行急行線                                            | ← 深夜帯以外：ウッドローン駅行き（ネヴィンズ・ストリート駅） ← 平日：イーストチェスター-ダイアー・アベニュー駅行き（ネヴィンズ・ストリート駅） ← 夕ラッシュ時：ネレイド・アベニュー駅行き（ネヴィンズ・ストリート駅） |
| B1 イースタン・パークウェイ線ホーム | 島式ホーム、左側ドアが開く                            | |
| B1 イースタン・パークウェイ線ホーム | 南行急行線                                            | → 深夜帯以外：クラウン・ハイツ-ユーティカ・アベニュー駅行き（フランクリン・アベニュー駅）→ 平日：フラットブッシュ・アベニュー-ブルックリン・カレッジ駅行き（フランクリン・アベニュー駅）→ |
| B1 イースタン・パークウェイ線ホーム | 南行緩行線                                            | → フラットブッシュ・アベニュー-ブルックリン・カレッジ駅行き（バーゲン・ストリート駅）→ ニューロッツ・アベニュー駅行き（バーゲン・ストリート駅）→ 深夜帯：ニューロッツ・アベニュー駅行き（バーゲン・ストリート駅）→ |
| B1 イースタン・パークウェイ線ホーム | 相対式ホーム、右側ドアが開く                          | |
| B1 LIRRホーム                       | 1番線                                                 | アトランティック支線 ロングアイランド方面行き（ノストランド・アベニュー駅）→ |
| B1 LIRRホーム                       | 島式ホーム、到着番線に応じた側のドアが開く（ホームA） | |
| B1 LIRRホーム                       | 2番線                                                 | アトランティック支線 ロングアイランド方面行き（ノストランド・アベニュー駅）→ |
| B1 LIRRホーム                       | 3番線                                                 | アトランティック支線 ロングアイランド方面行き（ノストランド・アベニュー駅）→ |
| B1 LIRRホーム                       | 島式ホーム、到着番線に応じた側のドアが開く（ホームB） | |
| B1 LIRRホーム                       | 4番線                                                 | アトランティック支線 ロングアイランド方面行き（ノストランド・アベニュー駅）→ |
| B1 LIRRホーム                       | 5番線                                                 | アトランティック支線 ロングアイランド方面行き（ノストランド・アベニュー駅）→ |
| B1 LIRRホーム                       | 島式ホーム、到着番線に応じた側のドアが開く（ホームC） | |
| B1 LIRRホーム                       | 6番線                                                 | アトランティック支線 ロングアイランド方面行き（ノストランド・アベニュー駅）→ |
| B2                                  | 中間階                                                | ホーム間連絡通路 |
| B3 ブライトン線ホーム               | 北行線                                                | ← ラッシュ時：ベッドフォード・パーク・ブールバード駅行き（ディカルブ・アベニュー駅） ← 平日：145丁目駅行き（ディカルブ・アベニュー駅） ← 96丁目駅行き（ディカルブ・アベニュー駅） |
| B3 ブライトン線ホーム               | 島式ホーム、左側ドアが開く                            | |
| B3 ブライトン線ホーム               | 南行線                                                | → ブライトン・ビーチ駅行き（7番街駅）→ ブライトン線経由スティルウェル・アベニュー駅行き（7番街駅）→ |
| B3 4番街線ホーム                    | 北行緩行線                                            | ← 深夜帯：ノーウッド-205丁目駅行き（ディカルブ・アベニュー駅） ← 深夜帯：アストリア-ディトマース・ブールバード駅行き（ディカルブ・アベニュー駅） ← フォレスト・ヒルズ-71番街駅行き（ディカルブ・アベニュー駅） ← 深夜帯：ホワイトホール・ストリート駅行き（ディカルブ・アベニュー駅） ← ラッシュ時：アストリア-ディトマース・ブールバード駅行き（ディカルブ・アベニュー駅） |
| B3 4番街線ホーム                    | 島式ホーム、到着番線に応じた側のドアが開く            | |
| B3 4番街線ホーム                    | 北行急行線                                            | ← 深夜帯以外：ノーウッド-205丁目駅行き（グランド・ストリート駅） ← 深夜帯以外：アストリア-ディトマース・ブールバード駅行き（キャナル・ストリート駅） |
| B3 4番街線ホーム                    | 南行急行線                                            | → 深夜帯以外：ウェスト・エンド線経由スティルウェル・アベニュー駅行き（36丁目駅）→ 深夜帯以外：シー・ビーチ線経由スティルウェル・アベニュー駅行き（36丁目駅）→ |
| B3 4番街線ホーム                    | 島式ホーム、到着番線に応じた側のドアが開く            | |
| B3 4番街線ホーム                    | 南行緩行線                                            | → 深夜帯：ウェスト・エンド線経由スティルウェル・アベニュー駅行き（ユニオン・ストリート駅）→ 深夜帯：シー・ビーチ線経由スティルウェル・アベニュー駅行き（ユニオン・ストリート駅）→ ベイ・リッジ-95丁目駅行き（ユニオン・ストリート駅）→ ラッシュ時：グレーブセンド-86丁目駅行き（ユニオン・ストリート駅）→                                                                   |

## 乗り換え
ニューヨーク市地下鉄アトランティック・アベニュー-バークレイズ・センター駅が近くにあり、         系統の列車に乗り換えできる。バスは、B41、B45、B63、B65、B67、B103の6系統が乗り入れる。

## 周辺施設
- アトランティック・ターミナル
- バークレイズ・センター
- ブルックリン音楽アカデミー
- ウィリアムズバーグ貯蓄銀行タワー

## ギャラリー

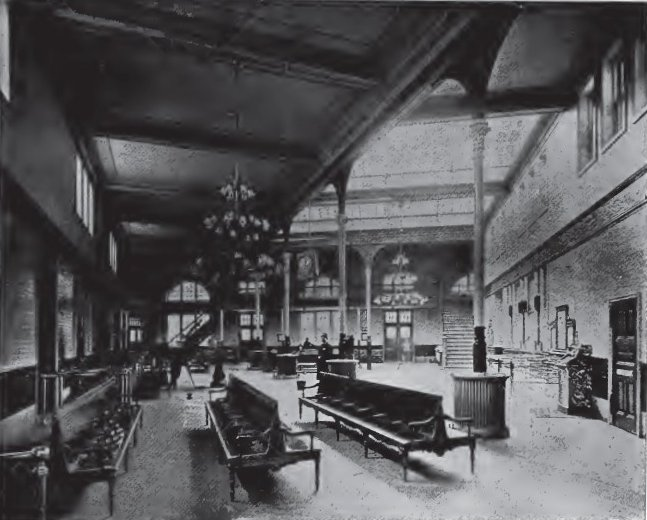
1893年以前の駅
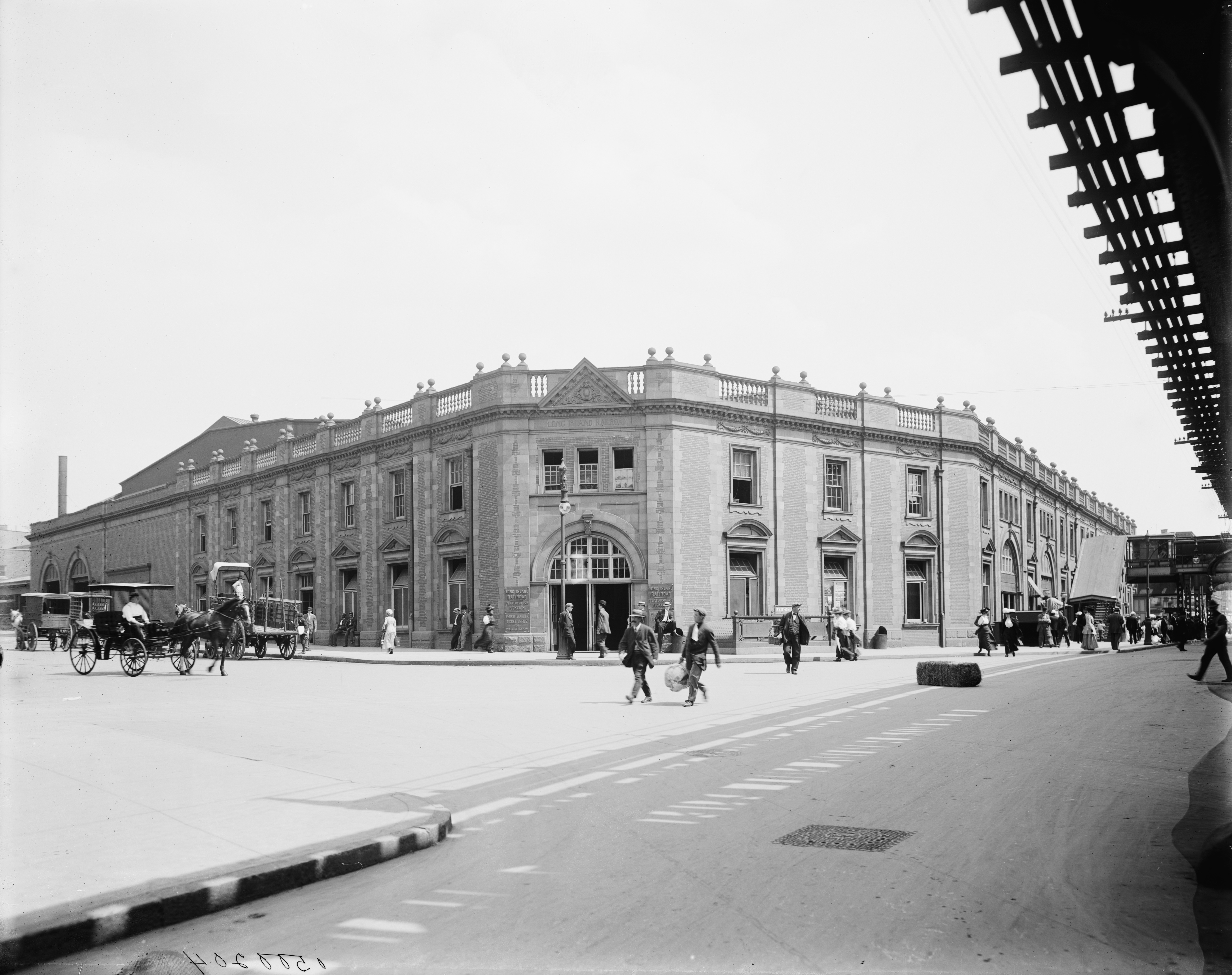
1910年の駅
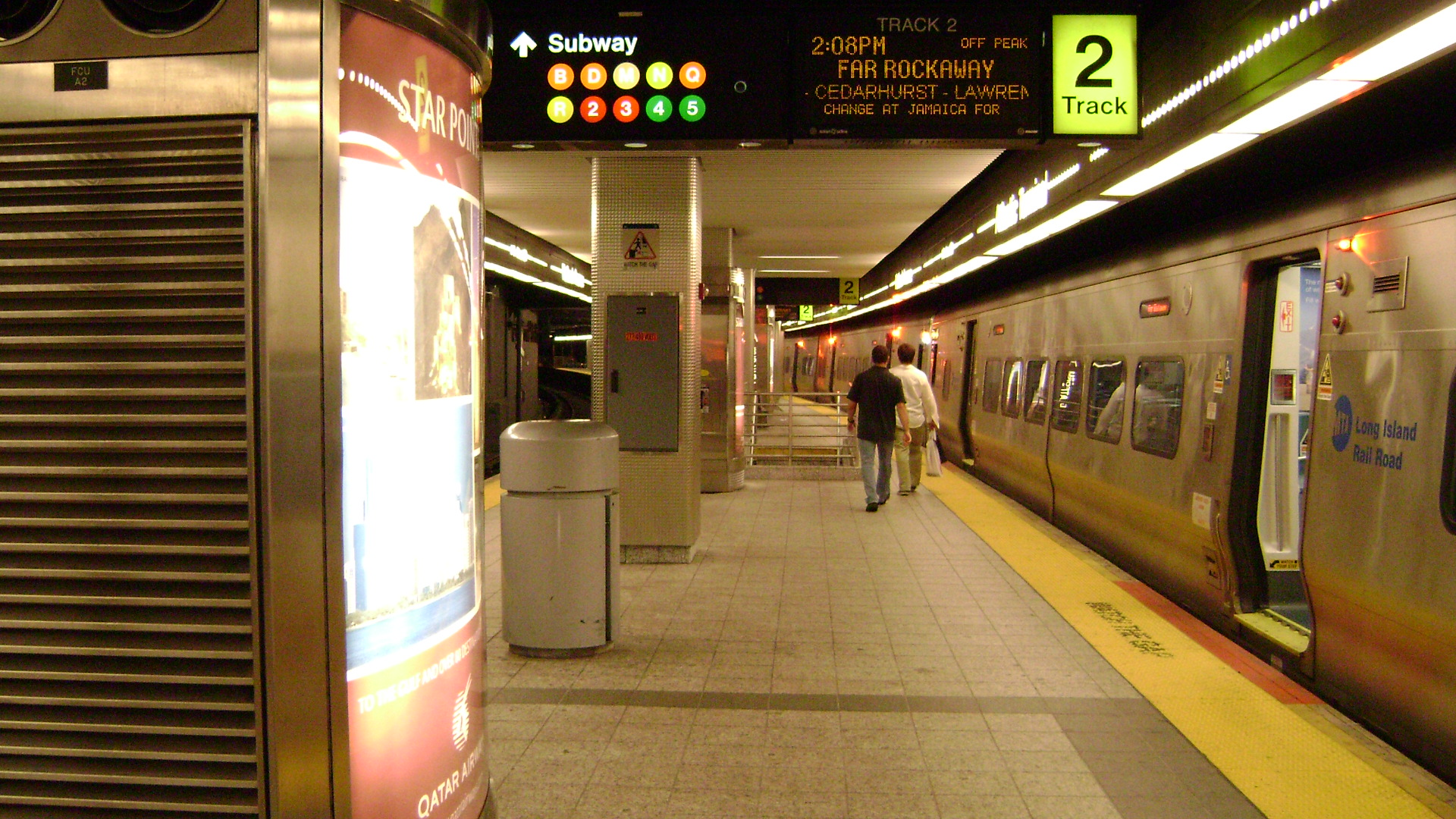
ホーム
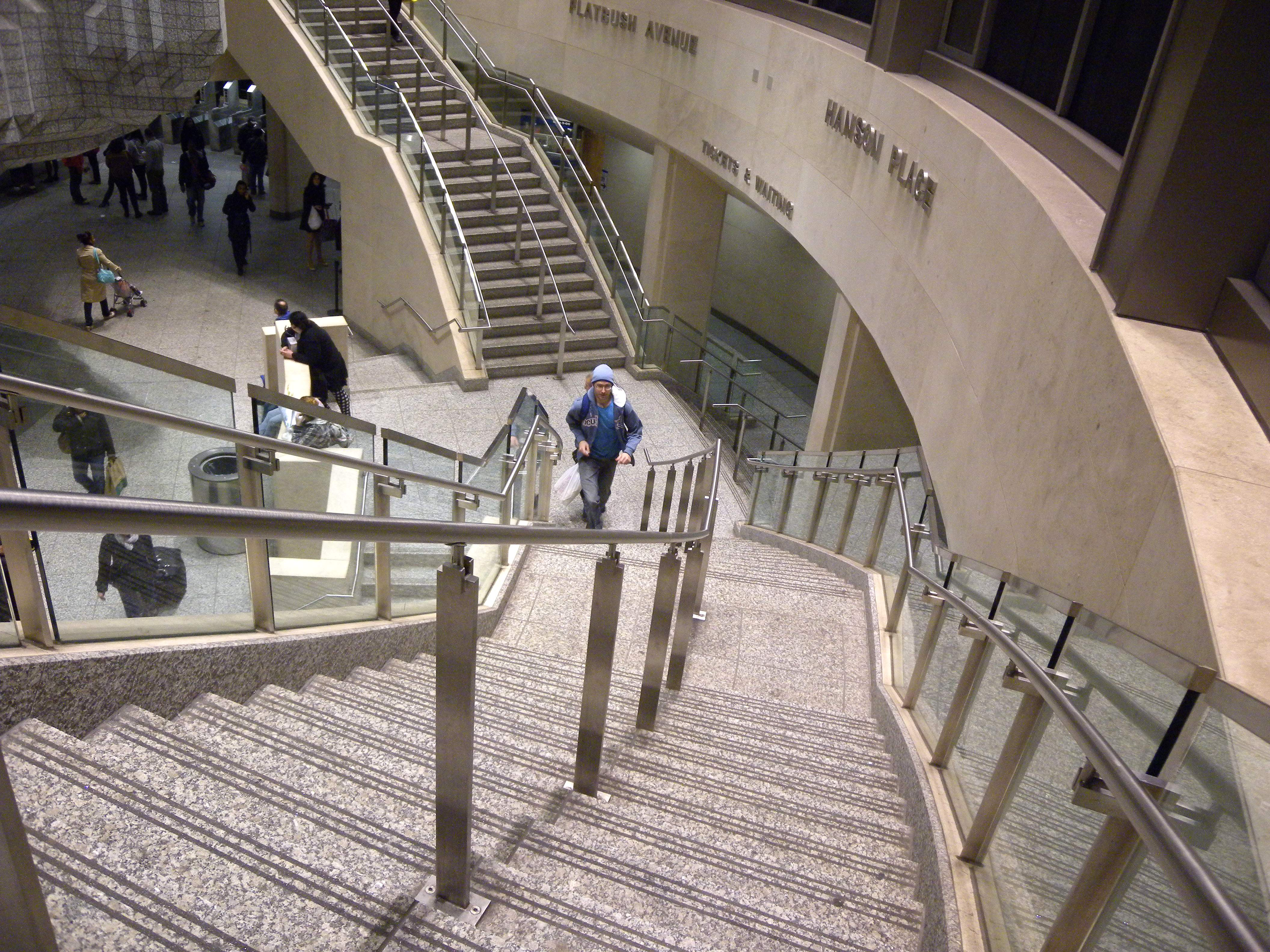
改札階を見下ろす